# René Rey
Pour les articles homonymes, voir Rey.
René Rey, né le 19 septembre 1928 à Chermignon et mort dans ce même village le 11 octobre 2016, est un skieur alpin suisse qui a mis fin à sa carrière sportive à la fin de la saison 1956.

## Palmarès

### Jeux olympiques
- Slalom : 10e aux Jeux olympiques de 1956 à Cortina d'Ampezzo en Italie

### Championnats du monde
- Slalom géant : 5e aux Championnats du monde de ski alpin 1954 à Åre en Suède
- Slalom géant : 10e aux Championnats du monde de ski alpin 1956 à Cortina d'Ampezzo en Italie